# Gurmeet Kaur
Gurmeet Kaur (28 sierpnia 1981) – indyjska zapaśniczka walcząca w stylu wolnym. Brązowa medalistka mistrzostw Wspólnoty Narodów w 2003 roku.